# Liparis stenoglossa
Liparis stenoglossa är en orkidéart som beskrevs av C.S.P.Parish och Heinrich Gustav Reichenbach. Liparis stenoglossa ingår i släktet gulyxnen, och familjen orkidéer.
Artens utbredningsområde är Burma. Inga underarter finns listade i Catalogue of Life.